# Maria Marinescu-Himu
Maria Marinescu-Himu (n. 6 august 1907, București – d. 4 iulie 1995, Atena) a fost o traducătoare română.

## Copilărie
A fost fiica unor greci stabiliți în România: Giorgios Himos, un comerciant, și mama Peritis, cunoscută drept Sinorița.

## Educație
A urmat cursurile Facultății de Litere și Filosofie din București unde a absolvit în 1930 secția clasică.

## Activitate
A lucrat ca bibliotecară între 1933 și 1934 iar apoi a profesat la facultatea pe care o absolvise (1934-1972). A predat limba și literatura greacă și limba neogreacă. Și-a obținut doctoratul în 1941 cu teza Viața și opera umanistului român Ștefan Bergler. Predă gratuit greacă cercetătorilor. În paralel cu activitatea universitară va preda unor licee din capitală: Școala Centrală, Regina Maria, Carmen Sylva, Liceul „Negoescu” și Internatul Ortodox.
Publică în cele mai importante reviste științifice ale vremii: „Analele Universității București”, „Studii de literatură comparată”, „Revista istorică română”, „Studii clasice”, „Balkan Studies” și „Revista de istorie și teorie literară”.
Iese la pensie în 1972, iar după multe greutăți, în 1978 se mută la Atena, unde va publica în revistele locale și va traducere din română. Menține relația cu România prin prietenii și foștii studenți care o vizitează regulat dar și prin periodicele românești care îi erau aduse și scrisorile pe care le primea din țară.

## Operă
Scrie mai multe manuale de greacă și latină și publică trei mari volume care îi vor marca rolul de liant între cultura română și cea greacă:
- Umanistul Ștefan Bergler (1680-1738). Viața și activitatea sa, București, 1943;
- Bibliografia clasică în România. 1928-1939 (în colaborare cu N.I. Herescu și Constanța Elena Stoenescu), București, 1943;
- Relații culturale româno-elene, Atena, 1995.

## Traduceri
Traduce din greacă și neogreacă:
- Xenofon, Statul spartan. Statul atenian, București, 1958; Anabasis, București, 1964; Viața lui Cyrus cel Bătrân, București, 1967;
- Moartea palicarului. Antologia nuvelei neogrecești, București, 1967;
- Anthusa, fata cu plete de aur. Basme populare grecești culese de G.A. Megas, București, 1971;
- Viteazul Dighenis Acritas. Epopee medievală bizantină, București, 1974 (în colaborare cu Gheorghia Delighiani-Anastasiadi);
- Pausanias, Călătorie în Grecia, I-II, București, 1974-1982;
- I.M. Panayotopoulos, Inelul cu povești, București, 1975; Fereastră deschisă spre univers. Poeme, București, 1981;
- Kostas Valetas, Emigranții, București, 1976; La cafeneaua lui Tabaki, București, 1984;
- Cugetări grecești, București, 1981;
- Ion Pillat, Poiemata - Poezii, ediție bilingvă, București, 1981 (în colaborare cu Gheorghia Delighiani-Anastasiadi);
- Poezie greacă, în Simbolismul european, II, ediție îngrijită de Zina Molcuț, București, 1983;
- Filosofia greacă până la Platon, II, partea I-II, București, 1984 (în colaborare).

## Afilieri
A făcut parte din Societatea de Studii Clasice și Uniunea Scriitorilor Greci.

## Premii
- Premiul Uniunii Traducătorilor din Grecia (1994) pentru traducerea operei lui Mircea Eliade în greacă, două volume: 1989 și 1991.[1]